# Siende tingslag
Siende tingslag var ett tingslag i Västmanlands län i Västmanlands södra domsaga.  Tingsstället var Irsta.  
Tingslaget uppgick 1894 i Tuhundra, Siende och Yttertjurbo tingslag.

## Ingående områden

### Socknarna i häraderna
- Siende härad